# Magvas gomborka

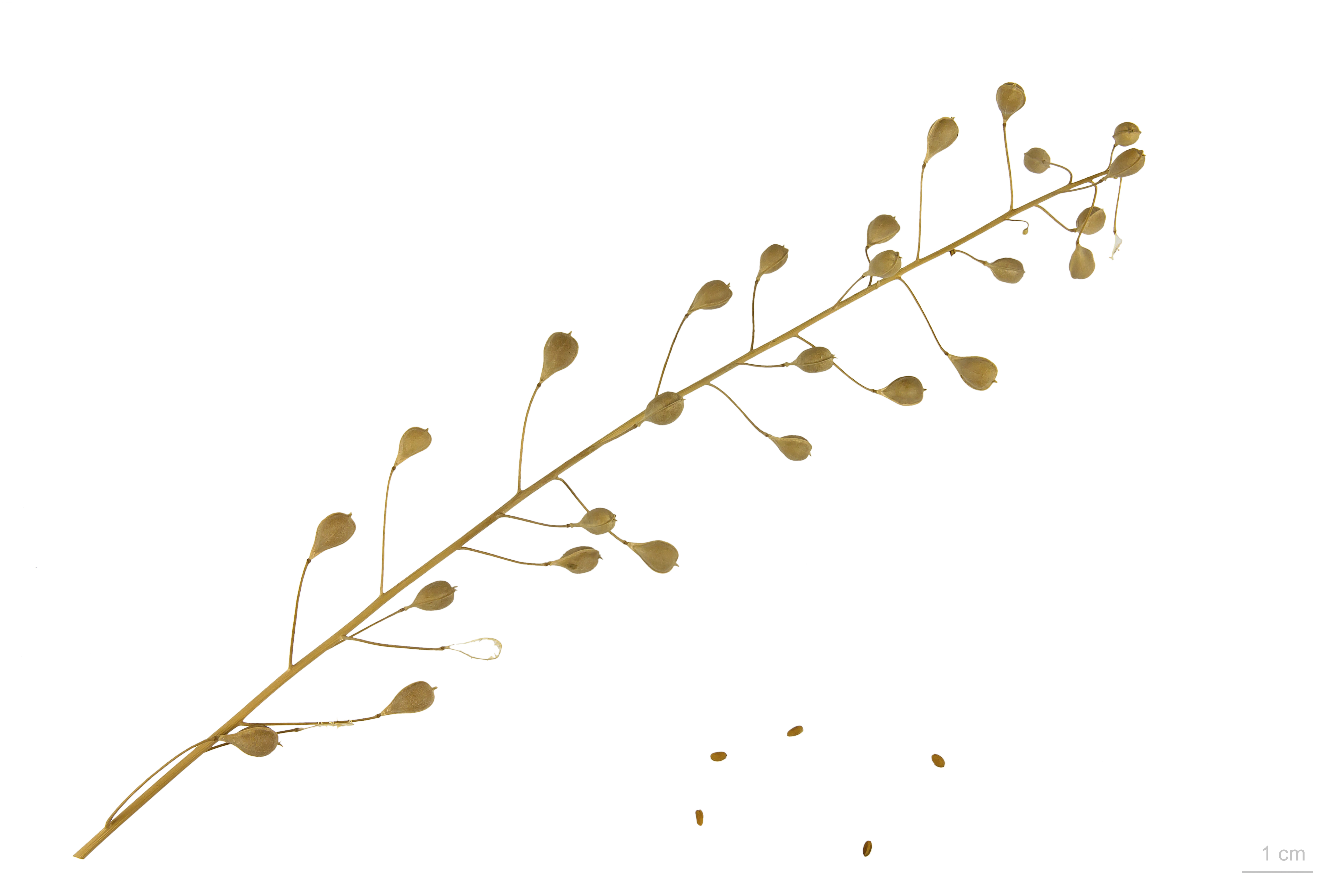
Termései és magvai a toulouse-i múzeumban

A magvas gomborka vagy sárgarepce (Camelina sativa) a káposztafélék (Brassicaceae) családjának gomborka (Camelina) nemzetségébe tartozó növényfaj. Európa nagy részén (a délkeleti területeket kivéve) és Közép-Ázsiában honos – Magyarországon szórványos –, de Észak-Amerikába is behurcolták, valószínűleg a len gyomnövényeként. Szántók, száraz gyomtársulások növénye.

## Jellemzése
Lágy szárú, egyéves növény. Szára elágazó, 30–100 cm-esre nő meg, kopasz. Levelei kopaszak vagy enyhén ágas szőrűek, nyilas vállúak, lándzsásak, szélük ép vagy enyhén fogas. Az alsó levelek virágzáskor elszáradnak. Sárgásfehér, 4–8 mm-es kocsányon ülő, 4–5 mm-es szirmú virágai május-július környékén nyílnak, tömött, majd megnyúló fürtökben. Becőketermése felálló, duzzadt, körte alakú, kemény héjú, hosszúsága 5–10 mm a rajta maradó bibeszállal együtt. A becőke 8-16 sárgás vagy vöröses, 1–2 mm széles, 1,7–2 mm hosszú, hordó alakú magot tartalmaz. Ezermagtömege 1-1,5 gramm.

## Termesztése, felhasználása
A gomborkának kevés vízre és nitrogénre van szüksége, így olyan helyeken is termeszthető, ahol más haszonnövény nem él meg; így nem áll fenn annak veszélye, hogy energianövényként más tápláléknövényekkel versenyez. Vetésforgó használatakor a búza váltónövénye is lehet, így a talaj kevésbé merül ki.
Hagyományosan olajos magvaiért termesztették, hogy növényi olajat nyerjenek ki belőle és összetett takarmányként használják fel. Bőséges régészeti bizonyíték igazolja, hogy Európában legalább 3000 éve termesztik. A legkorábbi lelőhelyek az újkőkorszakból származnak (Auvernier, Svájc, i. e. 2. évezred), a rézkorszakból (Pefkakia, Görögország, i. e. 3. évezred és Sucidava-Celei, Románia, cca. i. e. 23. század). A bronzkor és a vaskor alatt a mostani Észak-Görögország területén fontos termesztett növény volt, az olíva jelenlegi vetésterületét meghaladó mértékben. A Római Birodalom idejében termesztése folytatódott, bár a növény görög és latin nevei ismeretlenek. Zohary és Hopf szerint az 1940-es évekig a gomborkát Kelet- és Közép-Európában olajos magváért termesztették, aminek olaját táplálkozási célra, illetve (az elektromosság és a földgáz elterjedésééig) olajlámpákban használták.
A magvas gomborka jelenleg a növényi források között szokatlanul magas (akár 45%-os) omega-3 zsírsavtartalma miatt a kutatások célpontja. A hidegen sajtolt Camelina-olaj több mint 50 százalékban többszörösen telítetlen. A fő alkotóelemek közé tartozik az alfa-linolénsav – C18:3 izomer (omega-3 zsírsav kb. 35-45%) és a linolsav - C18:2 (omega-6 zsírsav, kb. 15-20%). Az olaj igen gazdag természetes antioxidánsokban, mint a tokoferolok, ami miatt igen stabil, ellenáll az oxidációnak és az avasodásnak. 1-3% erukasavat tartalmaz. E-vitamintartalma kb. 110 mg/100g. Sütésre kiválóan alkalmas, mandulára emlékeztető íze és aromája van. A jövőben esetleg fontos tápláléknövénnyé válhat.
A hagyományos lengyel olej rydzowy (gomborkaolaj vagy sárgarepceolaj) az EU-ban hagyományos különleges terméknek minősül.

## Inváziós faj
A C. sativa subsp. linicola alfajt lenmezőkön gyomnövényként tekintik. Egykor gépi szitálással megpróbálták elkülöníteni magvait a lenmagvaktól, ami ahhoz vezetett, hogy az évek során a magjai hasonló méretűvé váltak a lenmagvakéhoz – a Vavilov-féle mimikri érdekes eseteként.

## Fordítás
- Ez a szócikk részben vagy egészben a Camelina sativa című angol Wikipédia-szócikk ezen változatának fordításán alapul.  Az eredeti cikk szerkesztőit annak laptörténete sorolja fel. Ez a jelzés csupán a megfogalmazás eredetét és a szerzői jogokat jelzi, nem szolgál a cikkben szereplő információk forrásmegjelöléseként.